# 肉弾
肉弾 (буквално „Куршум от плът“) е японски сатиричен военен филм от 1968 година на режисьора Кихачи Окамото по негов собствен сценарий.
В центъра на сюжета е кадет от последните дни на Втората световна война, на когото е възложена самоубийствена мисия – първо да се взриви под вражески танк в случай на американски десант в Япония, а след това да плава с дни в открито море във варел, привързан към торпедо, което да активира при поява на вражески кораб. Главните роли се изпълняват от Минори Терада, Наоко Отани, Ецуши Такахаши, Чишу Рю.